# 青木周三

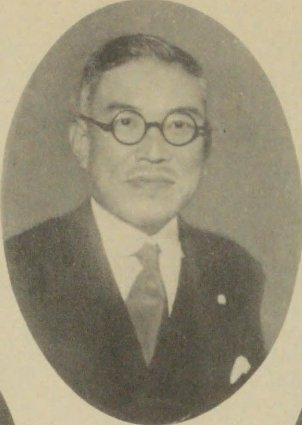
青木周三

青木 周三（あおき しゅうぞう、1875年（明治8年）8月26日 - 1946年（昭和21年）12月1日）は、日本の鉄道官僚、貴族院勅選議員、横浜市長。

## 経歴
山口県大島郡久賀町（現在の周防大島町）出身。青木周哲の三男として生まれ、青木五百輔の養子となる。1898年（明治31年）第二高等学校卒業。1902年（明治35年）東京帝国大学法科大学法律学科（英法）を卒業後、鉄道書記となり、1904年（明治37年）に高等文官試験に合格した。その後、鉄道事務官、鉄道庁参事、鉄道院参事、鉄道院理事を歴任した。
1919年（大正8年）筑豊鉄道専務取締役。1921年（大正10年）横浜市電気局長に就任し、1923年（大正12年）には助役として関東大震災の対応に尽力した。1924年（大正13年）鉄道省経理局長に転じ、さらに鉄道次官に昇任し、1926年（大正元年）まで務めた。
退任後、1926年12月7日、貴族院議員に勅選され、死去するまで在任。1929年（昭和4年）には鉄道次官に再任された。1935年、横浜市長に選出され、1941年（昭和16年）まで在任した。墓所は多磨霊園。

## 家族
実父の青木周哲は大島郡 (山口県)久我村の勘場医（代官・大庄屋の指示で宰判内でのみ活動する平民医師）。
関東大震災で子供二人を失くす。長男の青木周吉（1907-1976）は、成蹊高等学校を経て、1934年に東京帝国大学を卒業し、日本興業銀行入行、1961年常務取締役に就任。1966年に東洋曹達工業副社長を経て1968年社長就任。周吉の岳父に日学創業者の吉田富雄。二女の峰子（1912年生）は天坊裕彦の妻。

## 栄典
- 1930年（昭和5年）12月5日 - 帝都復興記念章[13]
- 1931年（昭和6年）4月11日 - 勲二等瑞宝章[14]